# نابليون الأول على عرشه الإمبراطوري
نابليون الأول على عرشه الإمبراطوري هي لوحة زيتية للرسام الفرنسي جان أوغست دومينيك آنغر رسمها في عام 1806.